# Рубанович, Виктор Евгеньевич
Виктор Евгеньевич Рубанович (1 сентября 1933, Харьков — 28 июня 2007, Лейпциг) — русский писатель-пародист.

## Биографические сведения
В 1957 окончил Харьковский политехнический институт. В 1957—1960 — инженер на Харьковском плиточном заводе. В 1960—1965 — инженер в Харьковском НИИ «Гипросталь». В 1965—1967 работал в Харьковском политехническом институте.
В 1967—1991 — инженер в Харьковском НИИ «Энергосталь».
В 1991—1994 годах — директор издатательства «Прогресс Лтд». 
С 1997 года — член Союза российских писателей.
В 1994—2002 годах — заместитель главного редактора харьковского издательства «Фолио».
В 2002 году эмигрировал в Германию, жил в Лейпциге.

## Произведения
- Веселый Парнас. — Х.: Прапор, 1990. — 63 с.
- Та самая Несси / Предисловие Вл. Новикова. — Х.: Прогресс ЛТД, 1993. — 120 с.
- В стрессе от Несси / Вступ. ст. К. Я. Ваншенкин. — Х.: Фолио, 1999. — 247 с.
- Обыкновенное Лох-Несское чудо. — Х.: Крок, 2007. — 436 с.